# Milan Šakić
Milan Šakić, srbski general, * 24. januar 1915, † 2. avgust 1971.

## Življenjepis
Šakić, po poklicu učitelj, se je leta 1939 pridružil KPJ in leta 1941 NOVJ. Med vojno je bil poveljnik več enot, nazadnje 11. korpusa.
Po vojni je bil poveljnik divizije, poveljnik zaledja armade, načelnik Vojaške akademije,...